# Империја (Москва)
Империја (рус. Империя), некадашњи торањ Империја је комплекс лоциран на парцели 4 Московског међународног пословног центра у Москви, у Русији. Комплекс мешовите намене од 287.723 m2 (3.097.020 sq ft) обухвата завршени облакодер од 60 спратова, висине од 239 m (784 ft) и зграду од 14 спрата висине 53 m (174 ft) која је тренутно у фази изградње. Изградња облакодера је трајала од 2001. до 2002. године, али је заустављена 2003. године, настављена 2006. године и завршена 2011. године. Зграда је изграђена у 2013. години и планирано је да буде завршена до 2018. године.

## Историја
Изградња облакодера Империја кренула је у периоду од 2001. до 2002. године, али је због финансијских проблема заустављена 2003. године. Потом је изградња настављена 2006. године.
Дана 22. новембра 2011, Владимир Ресин, први заменик градоначелника Москве, отворио је и пустио у јавност торањ Империја.
Изградња друге фазе комплекса Империја торња, зграде од 14 спрата, почела је 2013. године и планирани је да се заврши до 2018. године.

## Преглед

### Сврха
Комплекс Империја има вишеструку употребу - 192 стана, пословни простори, 292 хотелске собе и фитнес центар. Поред тога, комплекс има и 1.500 паркинг места за станаре, туристе и раднике. Империја такође има две покретне степенице и тридесет лифтова.

### Дизајн
Главни материјали од којих је Империја саграђена чине стакло, челик и армирани бетон. Земљиште на ком је саграђена Империја има укупну површину од 310.200 m2 (3.339.000 sq ft) док је укупна површина простора парцеле 287.723 m2 (3.097.020 sq ft). Облакодер комплекса има висину од 239 m (784 ft).

## Контроверзности
Појавили су се конфликти између инвеститора и извођача радова. Почетком 2012. године, компанија ЦЈСЦ Флеинер-сити, у власништву инвеститора Павела Фукса, одбила је да учествује у заједничкој изградњи Империје са приватном кипарском компанијом Филтранд Пропертиес доо, у власништву Олега Гранкина, због неадекватног финансирања изградње од стране инвеститора. Као резултат тога, Филтранд Пропертиес доо је 28. маја 2012. године поднео захтев Арбитражном суду у Москви против ЦЈСЦ Флеинер-ситија о признавању једностраног одбијања инвестиционе компаније из овог уговора. Као резултат тога, након судског сукоба, обе стране су 29. децембра 2012. године потписале уговор, према којем су обе компаније морале да изграде више од 20 хиљада квадратних метара облакодера.

## Галерија
- 21. јули 2008
- 28. март 2010
- Mај 2010
- 20. октобар 2012
- 27. јун 2016